# Pontoosuc, Illinois
Pontoosuc là một làng thuộc quận Hancock, tiểu bang Illinois, Hoa Kỳ. Năm 2010, dân số của làng này là 146 người.

## Dân số
Dân số qua các năm:
- Năm 2000: 171 người.
- Năm 2010: 146 người.